# Sigrid Berndt
Sigrid Berndt (* 20. Jahrhundert) ist eine ehemalige deutsche Handballspielerin.

## Werdegang
Berndt bestritt zwischen 1976 und 1981 111 Länderspiele für die Bundesrepublik Deutschland. 1979 wurde Berndt Deutschlands Handballerin des Jahres.
Auf Vereinsebene gewann sie mit Bayer Leverkusen mehrmals die deutsche Meisterschaft: Eine überragende Leistung zeigte sie im Endspiel um die deutsche Meisterschaft 1979, als Berndt neun Tore erzielte. In der Saison 1979/80 zog sie mit Leverkusen ins Viertelfinale des Europapokals der Landesmeister ein. Dort wurden Hin- und Rückspiel gegen den späteren Titelgewinner RK Radnički Belgrad verloren, Berndt kam in beiden Partien auf insgesamt neun Treffer.
Sie nahm an der Weltmeisterschaft 1978 teil und erreichte dort mit der BRD-Auswahl den achten Platz. Im Herbst 1980 bestritt sie mit der Auswahl ein Vier-Länder-Turnier in Næstved (Dänemark), bei dem man unter anderem dank Siegen gegen die Tschechoslowakei und Dänemark den zweiten Rang hinter Jugoslawien belegte. Diese Turnierleistung, zu der Berndt als beste Torschützin der Deutschen beitrug, veranlasste das Hamburger Abendblatt zur Einschätzung: „So gut waren die deutschen Handballmädchen noch nie“.
Beruflich wurde sie in Embsen als Krankengymnastin tätig. Sie ist eine Tante von Kim Berndt.